# Louis Gauthier (cyclisme)
Pour les articles homonymes, voir Louis Gauthier (homonymie) et Gauthier.
Louis Gauthier (né le 12 avril 1916 à Blanzy et mort le 6 août 2005 à Saint-Vallier) est un coureur cycliste français. Professionnel entre 1937 et 1954, il a pris la deuxième place du Paris-Roubaix 1946 et de Paris-Tours en 1944.

## Palmarès
- 1937
  - Champion de Saône-et-Loire
- 1938
  - Champion de Saône-et-Loire des aspirants
- 1939
  - Champion de France des aspirants
  - 2e du Circuit des villes d'eaux d'Auvergne
- 1941
  - 3e du Grand Prix des Nations (zone occupée)
- 1942
  - Circuit du Midi :
    - Classement général
    - 1re étape
- 1943
  - Critérium national (zone libre)
- 1944
  - 2e de Paris-Tours
  - 2e du Circuit de Paris
- 1945
  - Boucles de la Seine
- 1946
  - Paris-Montceau-les-Mines
  - 2e de Paris-Roubaix
- 1948
  - Critérium du Centre
- 1951
  - Circuit des Monts du Livradois
  - 2e du Grand Prix des chaussures Léon Daniel
- 1952
  - Circuit de Saône-et-Loire
- 1953
  - 3e du Tour du Doubs
- 1954
  - 2e du Circuit de Saône-et-Loire

## Résultats sur les grands tours

### Tour de France
1 participation 
- 1947 : abandon (3e étape)